# 4 de setembre
El 4 de setembre és el dos-cents quaranta-setè dia de l'any del calendari gregorià i el dos-cents quaranta-vuitè en els anys de traspàs. Queden 118 dies per finalitzar l'any.

## Esdeveniments
Països Catalans
- 1535, Maó: Barba-roja, encapçala el saqueig de la ciutat.
- 1714, Manresa (Bages): Les forces catalanes van fer l'assalt a Manresa contra la guarnició borbònica durant la Guerra dels catalans.
- 1869, Barcelona: Manuel, Pau i Josep Espasa s'associen amb Manuel Salvat per fundar l'editorial Espasa Hermanos y Salvat.
- 1989, Inici d'emissions RTVV.
- 1993, Girona: S'inaugura el Pavelló Municipal Girona-Fontajau.[1]
- 2004, Verdú, Urgell: s'hi inaugura el Museu de Joguets i Autòmats.

Resta del món
- 476 - Imperi Romà: el capitost germànic Odoacre deposa Ròmul Augústul, fet que marca la caiguda de facto de l'Imperi Romà d'Occident (de iure el 480) i l'inici de l'edat mitjana.
- 1781 - Los Angeles, Califòrnia, EUA: un grup de 44 colons espanyols funden la ciutat amb el nom de El Pueblo de Nuestra Señora la Reina de los Ángeles de Porciúncula.
- 1800 - Malta: l'exèrcit francès es rendeix al final del Setge de Malta (1798–1800) en el curs de les Guerres de la Revolució Francesa.
- 1870 - França: després de l'abdicació de Napoleó III, s'hi declara la Tercera República.
- 1888 - Rochester (Nova York), EUA: George Eastman patenta la seva càmera amb la marca Kodak i la publicita amb la llegendària frase "You push the button, we do the rest" ("Vostè premi el botó, que nosaltres ja farem la resta").[2]
- 1948 - La reina Guillemina I dels Països Baixos abdica per raons de salut.
- 1973 - EUA: es produeix la primera aparició de Shang-Chi al nº 15 de Special Marvel Edition de Marvel Comics.
- 1982 - EUA: els New Mutants es presenten a Marvel Graphic Novel nº4, de Marvel Comics, creats per Chris Claremont (guió) i Bob McLeod (dibuixos).
- 2014 - Unió Europea: el Banc Central Europeu abaixa els tipus d'interès al 0,05% un mínim històric.[3]

## Naixements
Països Catalans
- 1896: 
  - Rubí: Lluís Parcerisa i Serra, publicista i promotor musical català.
  - Mallén, Saragossa: Justa Goicoechea, obrera, política catalana i regidora municipal de l'Hospitalet de Llobregat (m. 1973).[4]
- 1924 - Burjassot: Vicent Andrés i Estellés, periodista i poeta valencià (m. 1993).[5]
- 1932 - Castelló de la Plana: Joan García Ripollés (Ripollés), escultor valencià.
- 1934 - Palma: Natàlia Solà i Salvà, compositora, pianista i pedagoga mallorquina que viu a Andorra.[6]
- 1940 - el Masnou: Carme Giralt, mestra catalana que ha treballat per a la coeducació, l'escoltisme laic i la política local.[7]
- 1949 - Alcoi: Francesc Moisès, actor, compositor i cantant valencià.
- 1957 - Barcelona: Montserrat Candini i Puig, política catalana que ha estat alcaldessa de Calella, senadora i diputada (m. 2024).[8]
- 1960 - L'Hospitalet de Llobregat: Marta Balletbò-Coll, actriu, directora, productora i guionista de cinema catalana.[9]
- 1968 - Barcelona: Yolanda Ramos, actriu i guionista còmica espanyola.[10]
- 1972 - Girona: Glòria Gauchia Vila, jugadora de tennis de taula, campiona de Catalunya individual.[11]
- 1985 - Vilamarxant: Raül Albiol i Tortajada és un futbolista valencià.
- 1994 - Cala Millor: Virginia Torrecilla Reyes, futbolista mallorquina, que juga de centrecampista.[12]

Resta del món
- 1241 - Fife, (Escòcia): Alexandre III, rei d'Escòcia (m. 1286).[13]

- 1563 - Pequín (Xina): Emperador Wanli (萬曆), el nom personal del qual era Zhu Yijun (朱翊鈞), va ser el tretzè emperador de la Dinastia Ming (m. 1620).[14]
- 1666 - Estocolm: Anna Maria Ehrenstrahl, pintora barroca sueca (m. 1729).[15]

- 1768 - Saint-Malo (França): François-René de Chateaubriand, escriptor francès d'origen bretó (m. 1848).[16]

- 1811 - París: Marie-Félicité Moke Pleyel, pianista belga (m. 1875).[17]
- 1816 - Marsella, Provença (França): François Bazin, compositor francès (m. 1878).[18]
- 1824 - Ansfelden, propo de Linz, Alta Àustria: Anton Bruckner, compositor austríac (m. 1896).[19]
- 1890 - Buenos Aires: Antonia Mercè i Luque, La Argentina, ballarina i coreògrafa argentina (m. 1936).[20]
- 1892 - Ais en Provença, França: Darius Milhaud, compositor francès (m. 1974).[21]
- 1899 - Nova York: Ida Kamińska, actriu polonesa (m. 1980).[22]
- 1905 - Londres, Anglaterra: Mary Renault, escriptora anglesa (m. 1983).[23]
- 1906
  - Stettin, Imperi alemany: Dita Parlo, actriu alemanya.
  - Berlín, Imperi alemany: Max Delbrück, biofísic alemany.
- 1913:
  - Chicago, Estats Units: Stanford Moore, químic i bioquímic estatunidenc.Premi Nobel de Química de l'any 1972 (m. 1982).[24]
  - Osaka (Japó): Kenzō Tange (en japonès: 丹下健三), arquitecte i urbanista japonès (m. 2005).[25]
- 1917 - Detroit, Michigan (EUA): Henry Ford II, empresari estatunidenc (m. 1987).[26]
- 1923 - Homburg, Saarland: Edith Aron, escriptora i traductora alemanya, inspiradora de la Maga, de Rayuela (m. 2020).[27]
- 1924 - Vabre, Tarn: Simone Iff, activista francesa pels drets de les dones (m. 2014).[28]
- 1927 - Boston, Massachusetts (EUA): John McCarthy, matemàtic estatunidenc (m. 2011)[29]
- 1929 - Oakland, Califòrnia: Elizabeth Roemer, astrònoma nord-americana especialitzada en l'estudi d'estels i asteroides (m. 2016).[30]
- 1931 - Chicago, EUA: Mitzi Gaynor, actriu, cantant i ballarina estatunidenca (m. 2024).
- 1933 - Durham, Anglaterra: Frederick Wilfrid Lancaster, bibliotecari i documentalista anglès.
- 1934 - Swansea, Gal·les: Clive Granger, economista gal·lès. Premi Nobel d'Economia de l'any 2003 (m. 2009).[31]
- 1937 - Balmain, Sydney: Dawn Fraser, nedadora australiana guanyadora de vuit medalles olímpiques.[32]
- 1949 - París, França: Yann Queffélec, escriptor francès, Premi Goncourt de l'any 1985.[33]
- 1958 - 
  - Irlanda del Nord: Rosemary Nelson, destacada advocada irlandesa defensora dels drets humans (m. 1999).[34]
  - Washington DC: Jacqueline N. Hewitt, astrofísica nord-americana.[35]
- 1960 - Victòria, Austràlia: Jocelyn Moorhouse, directora de cinema i guionista australiana.[36]
- 1961 - Neuilly-sur-Seine, França: Cédric Klapisch, director de cinema francès.
- 1962 - Higashiōsaka, Japó: Shinya Yamanaka, metge japonès.
- 1970 - Vitòria, País Basc: Koldo Álvarez, futbolista i entrenador andorrà.
- 1974 - Catània, Sicília: Carmen Consoli, la cantantessa, cantautora, guitarrista i compositora italiana.[37]
- 1981 - Houston, Texas, Estats Units: Beyoncé Giselle Knowles és una cantant estatunidenca de música Pop, R&B i soul.
- 1984 - Pamplona, Navarra: Ainhoa Tirapu, portera de futbol navarresa que ha jugat amb l'Atlètic de Bilbao.[38]
- 1985 - 
  - Kharkhorin, RP Mongòlia: Mөnkhbaatarin Bundmaa, judoka mongola.
  - Calgary, Canadà: Kaillie Humphries, corredora de bobsleigh canadenca.[39]
- 1994 - Goma: Rebecca Kabugho, activista congolesa defensora dels drets humans, Premi Internacional Dona Coratge el 2017.[40]

## Necrològiques
Països Catalans
- 1743 - illa fluvial Reinnach (el Rin, Breisach, Alsàcia, Alemanya: Carrasclet, militar català, mort lluitant per l'Arxiducat d'Àustria contra el Regne de França en la guerra de Successió austríaca.
- 1907 - Sagunt, Camp de Morvedre: Antoni Chabret i Fraga, historiador valencià (n. 1846).
- 2012: Lola Bosshard, pintora valenciana.
- 2013: Joaquim Díaz i Muntané, actor de cinema i actor i director de doblatge.

Resta del món
- 1164 - Pavia: Enric II de Leez, príncep-bisbe del principat de Lieja.
- 1633 - Hackness, Scarborough: Margaret Hoby, primera dietarista anglesa (n.1571).[41]
- 1916 - Madrid (Espanya): José Echegaray y Eizaguirre, matemàtic, enginyer, polític i escriptor espanyol, Premi Nobel de Literatura de 1904 (n. 1832).[42]
- 1907 - Bergen, Noruega: Edvard Grieg, compositor i pianista noruec.[43]
- 1924 - Berlín: Hilde Mangold, embrióloga alemanya que demostrà la inducció embrionària.[44]
- 1963 - Metz (França): Robert Schuman, polític francès, considerat "pare d'Europa", conegut per la Declaració Schuman (n. 1886).
- 1965 - Lambaréné, Gabon: Albert Schweitzer, teòleg, pacifista, metge i músic alsacià, premi Nobel de la Pau de l'any 1952 (n. 1875).[45]
- 1990 - Los Angeles, Califòrnia: Irene Dunne, actriu de cinema estatunidenca (n. 1898).[46]
- 1996 - Oxfordː Joan Clarke, criptoanalista i numismàtica anglesa que treballà a Bletchley Park durant la 2a Guerra Mundial (n. 1917).[47]
- 2006 - 
  - Múnic: Astrid Varnay, soprano dramàtica nord-americana, d'origen hongarès i suec (n. 1918).[48]
  - Steve Irwin, conegut com “el caçador de cocodrils”.
- 2017 - Barcelona, Claudi Esteva i Fabregat fou un antropòleg cultural i historiador americanista català.
- 2018, Madrid: Elisa Serna, cantautora espanyola de la dècada de 1970 (n. 1943).[49]

## Festes i commemoracions
- Festa major de Capçanes. S'inicien les festes de Moros i Cristians de Villena, Alt Vinalopó (País Valencià) fins al 9 de setembre.
- Santoral: 
  - Josep el Patriarca
  - Papa Bonifaci I
  - Santa Irmgardis
  - Sant Fresald del Gavaldà, bisbe;
  - Santa Rosalia de Palerm, verge;
  - Servent de Déu Robert Schuman.